# ホテルメトロポリタン長野
- JR東日本ホテルズ > メトロポリタンホテルズ > ホテルメトロポリタン長野
- 日本ホテル > ホテルメトロポリタン長野

ホテルメトロポリタン長野 (ホテルメトロポリタンながの、英: Hotel Metropolitan Nagano) は、長野県長野市にあるJR東日本ホテルズのシティホテルブランド「メトロポリタンホテルズ」のホテルである。日本ホテルが経営し、同社子会社である株式会社ホテルメトロポリタン長野が運営する。

## 概要
1998年2月に開催される長野オリンピックに貢献することと、その前年に北陸新幹線が長野駅まで開通することを踏まえ、JR東日本内でホテルの建設が計画され、運営主体となるホテルメトロポリタン長野を設立。1996年11月24日に開業した。市内最大級のシティホテルである。
ホテルは長野駅善光寺口ロータリーに面し、地階を駐車場とし、1階にメインエントランスを設置した。また2階から4階の低層階に宴会、料飲、婚礼施設を整備し、5階以上の高層階を客室とした。
2015年3月7日に駅ビルMIDORI長野店が北陸新幹線延伸に伴う改装工事を経て、全面開業した際には同ビルとホテルメトロポリタン長野が接続した。

## 沿革
- 1995年（平成7年）4月3日 - 株式会社ホテルメトロポリタン長野を設立。
- 1996年（平成8年）11月24日 - ホテルメトロポリタン長野が開業。
- 2014年（平成26年）4月1日 - 経営権及び株式会社ホテルメトロポリタン長野の全株式が、東日本旅客鉄道（JR東日本）からグループの日本ホテルへ移管。

## 施設
- レストラン
  - 日本料理 しなの
  - 寿司「海津」
  - 鉄板焼「やまさち」
  - 香港海鮮料理 皇華
  - カフェレストラン アイリス
  - メインバー アポロ
  - ロビーラウンジ
  - 和菓子庵 まつりや

- 宴会場
  - 大宴会場「浅間」
  - 中宴会場「千曲」  ｢梓｣
  - 小宴会場「飯綱」「戸隠」「志賀」「黒姫」
  - スカイバンケット ｢ウラノス｣  ｢コメット｣  ｢りんどう｣  ｢しらかば｣

## 交通
- JR長野駅善光寺口よりすぐ